# Berenàveu a les fosques (pel·lícula)
Berenàveu a les fosques és una pel·lícula catalana del 2021, dirigida per Sílvia Quer. La pel·lícula està basada en l'obra teatral homònima de Josep Maria Benet i Jornet i narra les penúries d'una família a la postguerra, centrada en un grup de set persones de classe obrera que viuen a Barcelona i representen les diferents actituds individuals i socials davant del règim i de la vida. Produïda per Televisió de Catalunya i Newco Audiovisual, es va presentar a presentació el novembre de 2021 a la dinovena edició del Zoom Festival Internacional de Continguts Audiovisuals de Catalunya a Igualada, i es va estrenar el 20 de desembre de 2021 a TV3. David Valldepérez n'és el director de fotografia i està produïda per Alexandre Bas i Joan Bas. Es va gravar durant el gener de 2021 en un edifici de l'Eixample barceloní.

## Sinopsi
Després de la mort dels pares, la Montserrat rep per sorpresa una carta de la Fanny. A partir d'aquí, les dues dones reviuran una època convulsa en la Barcelona del 1950, plena de misèries, amors, enveges i enganys, que va marcar les seves vides i les d'aquells que les rodejaven.

## Repartiment
- Pablo Derqui (Ramon)
- Bea Segura (Neus)
- Iria del Río (Fanny)
- Miquel Fernández (Santiago)
- Abril Álvarez (Montserrat)
- Laura Conejero (Pilar)
- Ferran Rañé (Sr. Jeroni)
- Georgina Amorós (Montserrat gran)